# Danemark au Concours Eurovision de la chanson 2009
Le Danemark a participé au Concours Eurovision de la chanson 2009 à Moscou en Russie.

## Lors de la sélection nationale
Du 31 janvier 2009 a eu lieu le Dansk Melodi Grand Prix 2009, la sélection nationale danoise permettant de nommer le représentant du Danemark pour le Concours Eurovision de la chanson 2009. C'est Brinck qui a remporté cette sélection avec sa chanson Believe Again,. D'abord en course avec 10 autres chanteurs, il fut sélectionné aux côtés de Sukkerchok, Hera Björk, et Johnny Deluxe pour la finale. Les votes étaient à 50 % entre le jury et le télé-vote.
| Ordre | Artiste             | Chanson                       | Compositeur - Parolier                                                |
| ----- | ------------------- | ----------------------------- | --------------------------------------------------------------------- |
| 1     | Trine Jepsen        | I'll Never Fall In Love Again | Claes Andreasson, Torbjörn Wassenius, Johan Sahlén, Niels Kvistborg   |
| 2     | Jeppe               | Lucky Boy                     | Jeppe Breum Laurssen                                                  |
| 3     | Marie Carmen Koppel | Crying Out Your Name          | Marie Carmen Koppel, Dan Hemmer                                       |
| 4     | Sukkerchok          | Det' det                      | Lasse Lindorff, Mogens Binderup, Lise Cabble                          |
| 5     | Jimmy Jørgensen     | Alice in the Wonderland       | Mikael Erlandsson, Torbjørn Wassenius, Claes Andreasson, Birgitte Rye |
| 6     | Hera Björk          | Someday                       | Christina Schilling, Jonas Gladnikoff, Henrik Szabo, Daniel Nilsson   |
| 7     | Claus Christensen   | Big Bang Baby                 | Troels Holdt, Lars Malm, Lise Cabble                                  |
| 8     | Johnny Deluxe       | Sindssyg                      | Noam Halby, Jakob Glæsner, Peter Kvint                                |
| 9     | Christina Undhjem   | Underneath My Skin            | Mads Haugaard, Brian Risberg Clausen                                  |
| 10    | Brinck              | Believe Again                 | Lars Halvor Jensen, Martin M. Larsson, Ronan Keating                  |

Lors des semi-finales, les quatre qualifiés se sont présentés aux votes par paires. Ce sont finalement Brink et Hera Björk qui s'affrontèrent lors de la grande finale.
|  | Semi-finale              | Semi-finale            |  |  | Super Finale | Super Finale |
|  |                          |                        |  |  |              |              |
|  |                          |                        |  |  |              |              |
|  |                          |                        |  |  |              |              |
|  | Sukkerchok - Det' det    |                        |  |  |              |              |
|  |                          |                        |  |  |              |              |
|  | Hera Björk - Someday     |                        |  |  |              |              |
|  | Hera Björk - Someday     |                        |  |  |              |              |
|  |                          |                        |  |  |              |              |
|  |                          | Brinck - Believe Again |  |  |              |              |
|  | Brinck - Believe Again   |                        |  |  |              |              |
|  |                          |                        |  |  |              |              |
|  | Johnny Deluxe - Sindssyg |                        |  |  |              |              |
|  |                          |                        |  |  |              |              |

## Lors duConcours Eurovision de la chanson 2009
Brinck participa à la demi-finale et se qualifia avec 69 points et la 8e place. Lors de la finale il termina à la 13e place avec 74 points.